# 2504 Gaviola
2504 Gaviola este un asteroid din centura principală, descoperit pe 6 mai 1967 de Carlos Cesco și Arnold Klemola.